# Bulls Rescaldina
L'A.S.D. Bulls Rescaldina è una società sportiva di baseball e softball di Rescaldina, comune della Città metropolitana di Milano. Fondata nel 2011, milita in Serie A2, la seconda serie del campionato italiano di softball.

## Storia
Fondata il 30 ottobre 2011 per volontà di un gruppo di appassionati di softball, la società ha preso parte al primo campionato regionale FIBS nel 2012, ottenendo nel suo primo anno di esistenza la promozione nel campionato nazionale di Serie A2.
Nel 2013 la società attua un'importante collaborazione con la Milano '46, che porta a Rescaldina numerosi atleti e atlete, che permettono l'iscrizione di squadre nei campionati giovanili della stagione 2013, nelle tre diverse categorie: Ragazze, Cadette e Under-21. Nel 2014 la società ha preso parte al suo primo campionato nazionale di Serie A2, dove ha ottenuto la salvezza.
Nel 2015 la società ha raggiunto la finale play-off per accedere in massima serie e la finale della Coppa Italia nazionale.
Nel 2019, con l'omologazione del campo sportivo "Bassetti" di via Roma, le U12 e U15 baseball poterono disputare finalmente gli incontri casalinghi a Rescaldina. Il 2019 vede l'iscrizione di ben 8 squadre nei campionati regionali, inclusa la formazione amatoriale. Il raggiungimento di risultati positivi, con la qualificazione della squadra seniores softball ai play-off nazionali di serie B e ottenere nuovamente la promozione in Serie A2.

## Stadio
Disputa gli incontri casalinghi al campo sportivo Giovanni Bassetti in via Roma a Rescaldina.